# Antagonist (Muskel)
Der Antagonist ist ein Muskel und Gegenspieler des Agonisten. Das muskuläre Zusammenspiel von Gliedmaßen des Körpers wird auch als Gegenspielerprinzip bezeichnet.
Die klassische Anatomie geht davon aus, dass dieses Prinzip am Beispiel der Beuge- und Streckmuskeln am Arm folgendermaßen beschrieben werden kann: Wenn der Beuger (Bizeps) beim Anbeugen des Arms aktiv verkürzt wird, wird der Strecker (Trizeps) gleichzeitig passiv gedehnt. Wenn umgekehrt beim Ausstrecken des Arms der Strecker aktiv verkürzt wird, wird der Beuger passiv gedehnt.
Tatsächlich wirken fast alle Antagonisten an der Bewegung mit und sind auch in Ruhe innerviert (Tonus). In vielen Fällen (z. B. Schultergelenk) wäre eine Bewegung ohne ein Auskugeln des Gelenks gar nicht möglich, wenn sich der Antagonist nicht in einem bestimmten Verhältnis zum Agonisten kontrahieren würde. Hierbei handelt es sich um eine exzentrische Kontraktion.
Auch gibt es zahlreiche Muskeln, die formal als Antagonisten gelten, aber als Synergisten wirken. Dieses ist vor allem bei sich über zwei Gelenke ziehenden Muskeln der Fall. Ein bekanntes Beispiel sind die Muskeln der sog. ischiocruralen Muskulatur, die an streckenden Bewegungen der Hüfte (Aufstehen aus dem Sitzen, Antreten beim Sprint, Kniebeugen usw.) beteiligt sind, obwohl ihnen in Bezug auf das Kniegelenk eine beugende Funktion zugeschrieben wird (Lombard'sches Paradoxon).

## Beispiel Augenmuskeln
Das antagonistische Wirkungsprinzip ist auch bei der Pupillenreaktion zu beobachten, bei der die Erweiterung und Verengung durch die beiden inneren Augenmuskeln, den Musculus dilatator pupillae und den Musculus sphincter pupillae, erfolgen.
An jedem menschlichen Auge existieren zudem jeweils sechs äußere Augenmuskeln, die für seine koordinierten Bewegungen zuständig sind. Jeweils zwei von ihnen weisen eine ähnliche Muskelebene auf und drehen das Auge um eine fast identische Drehachse, dies jedoch jeweils in einer entgegengesetzten Drehrichtung. Diese Muskeln nennt man Antagonisten. Demgegenüber bezeichnet man Muskeln, die das Auge um eine ähnliche Drehachse in die gleiche Richtung bewegen, als Synergisten. Diese Terminologie findet auch dann Verwendung, wenn lediglich Teilfunktionen der jeweiligen Muskeln übereinstimmen oder einander entgegenwirken. Sie ist nur für Duktionen, also Bewegungen eines Auges, vollständig anwendbar. Erweitert man die Betrachtung auf das Gegenauge, so muss zur Beschreibung von kontralateralen Synergisten und Antagonisten diese Definition für Vergenzen, gegensinnige Augenbewegungen, eingeschränkt werden.
Die Bewegungen der Augen werden schließlich durch eine reziproke Änderung der Innervation vollzogen. So besagt das Gesetz von Sherrington, dass die Innervation eines Antagonisten in dem Maße nachlässt, in dem die des Agonisten zunimmt. Dass dies auch in gleichem Maße für die kontralateralen Synergisten und Antagonisten des anderen Auges zutrifft, besagt das Heringsche Gesetz der seitengleichen Innervation.
- Ipsilaterale (gleichseitige) Synergisten und Antagonisten im Hinblick auf die jeweilige Muskelfunktion

| Agonist            | Funktion                       | Synergisten                                                              | Antagonisten |
| ------------------ | ------------------------------ | ------------------------------------------------------------------------ | --- |
| M. rect. medialis  | Adduktion                      | M. rect. superior, M. rect. inferior                                     | M. rect. lateralis, M. obl. superior, M. obl. inferior                                                                          |
| M. rect. lateralis | Abduktion                      | M. obl. superior, M. obl. inferior                                       | M. rect. medialis, M. rect. superior, M. rect. inferior                                                                         |
| M. rect. superior  | Hebung Innenrollung Adduktion  | M. obl. inferior M. obl. superior M. rect. medialis, M. rect. inferior   | M. rect. inferior, M. obl. superior M. rect. inferior, M. obl. inferior M. rect. lateralis, M. obl. superior, M. obl. inferior  |
| M. rect. inferior  | Senkung Außenrollung Adduktion | M. obl. superior M. obl. inferior M. rect. medialis, M. rect. superior   | M. rect. superior, M. obl. inferior M. obl. superior, M. rect. superior M. rect. lateralis, M. obl. superior, M. obl. inferior  |
| M. obl. superior   | Senkung Innenrollung Abduktion | M. rect. inferior M. rect. superior M. rect. lateralis, M. obl. inferior | M. rect. superior, M. obl. inferior M. rect. inferior, M. obl. inferior M. rect. medialis, M. rect. superior, M. rect. inferior |
| M. obl. inferior   | Hebung Außenrollung Abduktion  | M. rect. superior M. rect. inferior M. rect. lateralis, M. obl. superior | M. rect. inferior, M. obl. superior M. obl. superior, M. rect. superior M. rect. medialis, M. rect. superior, M. rect. inferior |

- Grafische Darstellung der Beteiligung einzelner Muskeln (Synergisten) an den jeweiligen Drehbewegungen am Beispiel des rechten Auges

|                                                                                  |                                                                                   |                                                                                        |                                                                                |                                                                                        |                                                                                        |
| Hebung. Hauptbeteiligte sind der M. rectus superior und der M. obliquus inferior | Senkung. Hauptbeteiligte sind der M. rectus inferior und der M. obliquus superior | Adduktion. Hauptbeteiligter ist der M. rectus medialis, sowie die vertikalen Mm. recti | Abduktion. Hauptbeteiligter ist der M. rectus lateralis, sowie die Mm. obliqui | Innenrollung. Hauptbeteiligte sind der M. obliquus superior und der M. rectus superior | Außenrollung. Hauptbeteiligte sind der M. obliquus inferior und der M. rectus inferior |